# Indianas flagga
Indianas flagga antogs 31 maj 1917, och standardiserades 1955. De tretton yttre stjärnorna symboliserar de tretton första förbundsstaterna, medan de fem små inre symboliserar de ytterligare fem stater som antogs i nationen före Indiana. Den sista, lite större, stjärnan, den över facklan, är slutligen symbol för Indianas intåg som den nittonde amerikanska delstaten. Facklan symboliserar i sin tur frihet och upplysning.